# Iris petrana
Iris petrana är en irisväxtart som beskrevs av John Edward Dinsmore. Iris petrana ingår i släktet irisar, och familjen irisväxter. Inga underarter finns listade i Catalogue of Life.